# Rudolf Rost

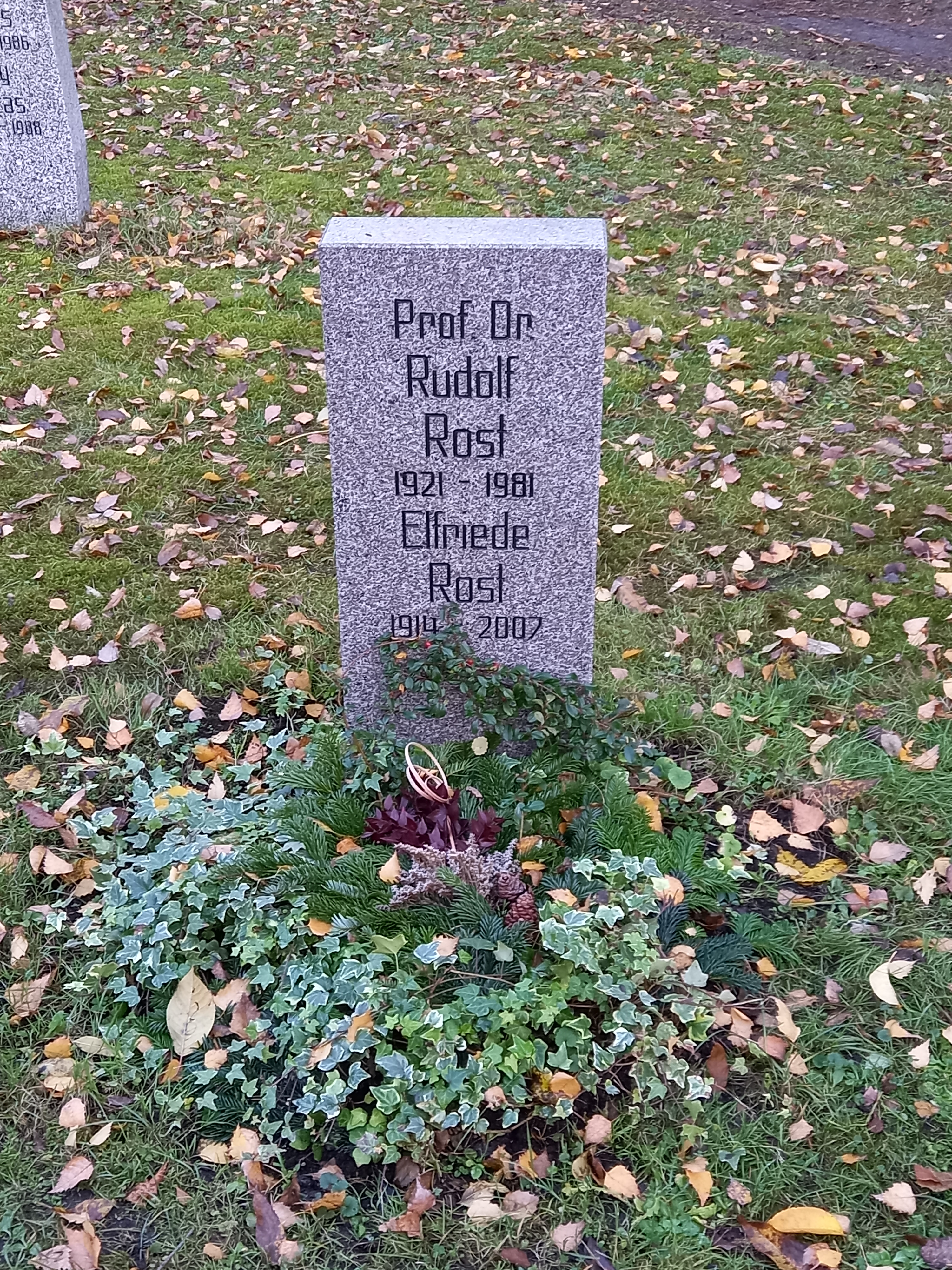
Das Grab von Rudolf Rost und seiner Ehefrau Elfriede auf dem Friedhof Pankow III in Berlin

Rudolf Rost (* 2. Januar 1921 in Schmölln; † 24. Februar 1981) war ein deutscher Politiker (SED).

## Leben
Rost war Sohn eines Arbeiters und leistete während des Zweiten Weltkriegs Kriegsdienst als Gefreiter in einer Pionier-Einheit der Wehrmacht. Er geriet in sowjetische Kriegsgefangenschaft und besuchte dort eine Antifa-Schule.
Er trat 1945 zunächst der KPD bei und wurde ein Jahr später Mitglied der SED. Er war zunächst Landrat in Altenburg und Sonneberg. Ab 1950 war er Mitarbeiter und später stellvertretender Leiter der Abteilung Staats- und Rechtsfragen des ZK der SED, zuletzt als Stellvertreter von Klaus Sorgenicht. Von 1962 bis 1963 war er Chefredakteur der Wochenzeitung „Sozialistische Demokratie“. Im November 1963 wurde er als Nachfolger von Anton Plenikowski Staatssekretär und Leiter des Büros des Ministerrats der DDR. Dieses Amt hatte er bis 1975 inne. Nach erfolgreicher Promotion zum Dr. rer. pol. wurde er 1975 zum Professor und Direktor des Instituts für Staats- und Rechtstheorie an der ASR Potsdam berufen.
Rost starb im Alter von 60 Jahren und wurde auf dem Städtischen Friedhof III in Berlin-Pankow beigesetzt.

## Auszeichnungen
- 1964 und 1971 Vaterländischer Verdienstorden in Silber
- 1980 Orden Banner der Arbeit Stufe I